# Dorylus nigricans
Dorylus nigricans is een mierensoort uit de onderfamilie van de Dorylinae. De wetenschappelijke naam van de soort is voor het eerst geldig gepubliceerd in 1802 door Illiger.